# Liste des plus hautes constructions de San Francisco
 (novembre 2012).

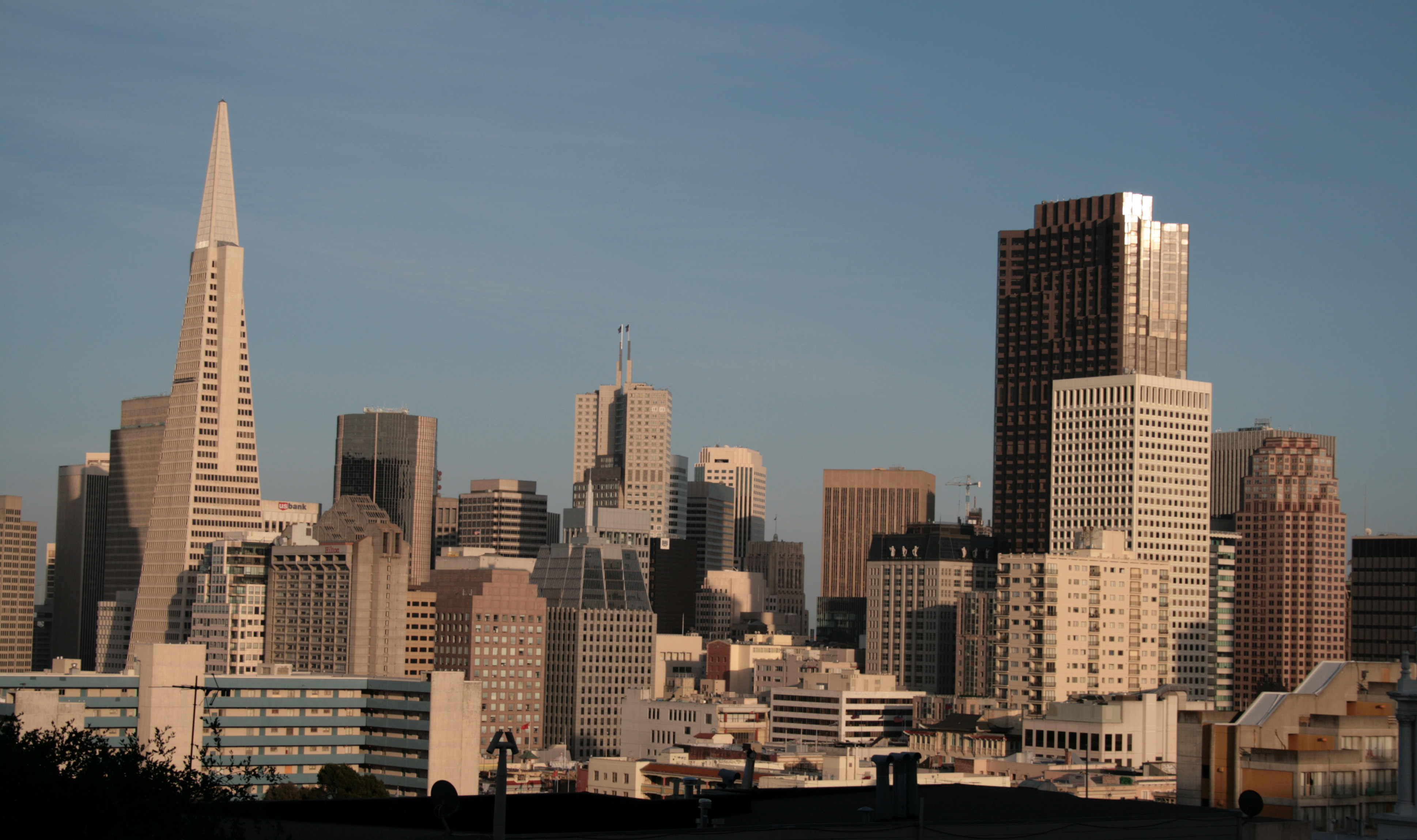
Skyline de San Francisco : la Transamerica Pyramid se trouve à gauche, 345 California Center au centre et 555 California Street sur la droite

Cet article concerne une liste des plus hautes constructions de San Francisco, dans l'État de Californie, aux États-Unis. Elle classe par hauteur les gratte-ciel édifiés à l'intérieur des limites de la ville de San Francisco. Actuellement[Quand ?], le plus haut immeuble de la ville est la Salesforce Tower, haut de 326 mètres. Le deuxième plus grand immeuble est la Transamerica Pyramid, qui mesure 260 mètres et qui est le 32e gratte-ciel le plus haut des États-Unis. Le troisième plus grand immeuble s’appelle 555 California Street : il abrite les bureaux du Bank of America Center.

## Présentation
La plupart des plus hauts gratte-ciel de San Francisco datent du boom de la construction qui eut lieu de la fin des années 1960 à la fin des années 1980. Les San-Franciscains redoutèrent alors les effets d’une "Manhattanisation" massive de leur ville ; la municipalité adopta des règles parmi les plus strictes du pays pour limiter la hauteur des édifices. Cette législation draconienne permit de ralentir le rythme des constructions dans les années 1990. La croissance économique de la fin du XXe siècle et du début du XXIe siècle a ensuite apporté un relâchement dans le respect de ces règles avec les 34 nouveaux immeubles de plus de 122 mètres en projet ou déjà construits comme la One Rincon Hill South Tower. Plusieurs immeubles sont proposés dans le cadre du projet d'aménagement du Transbay Terminal qui prévoit dix gratte-ciel de plus de 122 mètres, dont trois tours de plus de 300 mètres. S’ils sont effectivement édifiés, ces bâtiments pourraient entrer dans le classement des plus hauts immeubles du monde. D’autres propositions sont envisagées comme la Sun Tower, qui devrait se situer sur Treasure Island.
Aujourd’hui, San Francisco s’enorgueillit déjà de ses 16 gratte-ciel de plus de 150 mètres. Elle possède aujourd’hui la deuxième concentration d’immeubles de cette taille sur la Côte Ouest des États-Unis derrière Los Angeles, et la onzième du pays après celle de New York, Chicago, Los Angeles, Miami, Houston, Dallas et Atlanta[A].

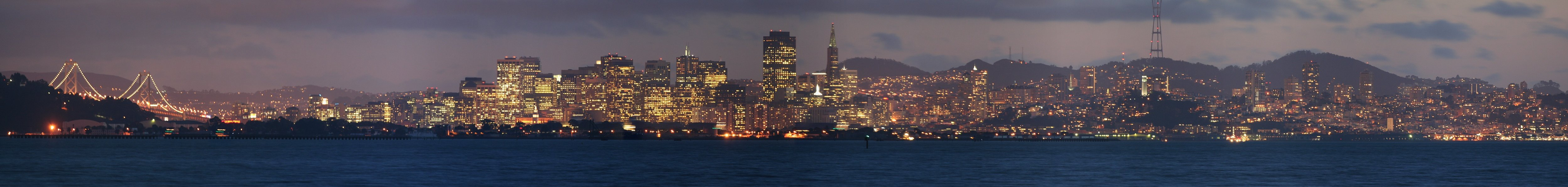
La skyline de San Francisco la nuit

## Liste des plus hauts gratte-ciel
Cette liste classe les immeubles de San Francisco d'au moins 100 mètres de hauteur en septembre 2017
| Rang | Nom                                            | Image | Hauteur en mètres | Étages | Année | Notes |
| ---- | ---------------------------------------------- | ----- | ----------------- | ------ | ----- | --- |
| 1    | Salesforce Tower                               |       | 326               | 61     | 2018  | Le plus grand édifice de la ville. Il est le 12e rang plus hauts gratte-ciel des États-Unis et 2e rang de Californie. |
| 2    | Transamerica Pyramid                           |       | 260               | 48     | 1972  | Le plus emblématique gratte ciel de la ville, le troisième plus grand de Californie. Actuellement[Quand ?], elle se classe au 32e rang des plus hauts gratte-ciel des États-Unis depuis que la Bank of America Tower (New York) est achevée, et la 95e du monde. Elle resta le plus haut immeuble de la Côte Ouest des États-Unis entre 1972 et 1974 ; elle occupe aujourd’hui à la quatrième place. |
| 3    | 181 Fremont Street                             |       | 244               | 54     | 2017  | [ 7 ] |
| 4    | 555 California Street                          |       | 237               | 52     | 1969  | En 2008, le 53e gratte-ciel des États-Unis et le 188e du monde, il fut le plus haut bâtiment de la côte ouest entre 1969 et 1979. Le plus haut bâtiment construit à San Francisco dans les années 1960,. Il fut renommé Bank of America Center en 2005. |
| 5    | 345 California Center                          |       | 212               | 48     | 1986  | Le plus haut gratte-ciel construit à San Francisco dans les années 1980, |
| 6    | Millennium Tower                               |       | 197               | 60     | 2009  | Le bâtiment a été achevé en 2009, il est alors devenu le 4e plus haut immeuble de San Francisco |
| 7    | One Rincon Hill South Tower                    |       | 195               | 60     | 2008  | Il est le plus haut bâtiment résidentiel de la côte ouest des États-Unis. |
| 8    | 50 Fremont Center                              |       | 183               | 43     | 1985  | , |
| 8    | 101 California Street                          |       | 183               | 48     | 1982  | , |
| 10   | Chevron Tower                                  |       | 175               | 40     | 1975  | , |
| 11   | Four Embarcadero Center                        |       | 174               | 45     | 1982  | , |
| 12   | One Embarcadero Center                         |       | 173               | 45     | 1971  | , |
| 13   | 44 Montgomery Street                           |       | 172               | 43     | 1967  | , |
| 13   | Spear Tower                                    |       | 172               | 43     | 1976  | , |
| 15   | One Sansome Street                             |       | 168               | 39     | 1984  | , |
| 16   | Shaklee Terraces                               |       | 164               | 38     | 1979  | , |
| 17   | First Market Tower                             |       | 161               | 39     | 1973  | , |
| 17   | McKesson Plaza                                 |       | 161               | 38     | 1969  | , |
| 19   | 425 Market Street                              |       | 160               | 38     | 1973  | , |
| 20   | Telesis Tower                                  |       | 152               | 38     | 1982  | , |
| 21   | 333 Bush Street                                |       | 151               | 43     | 1986  | , |
| 21   | One Rincon Hill North Tower                    |       | 151               | 45     | 2014  | [ 42 ] |
| 23   | Hilton San Francisco Tower I                   |       | 150               | 46     | 1971  | L’hôtel le plus haut de San Francisco, |
| 23   | Pacific Gas & Electric Building                |       | 150               | 34     | 1971  | , |
| 25   | 50 California Street                           |       | 148               | 37     | 1972  | , |
| 25   | 555 Mission Street                             |       | 148               | 33     | 1972  | [ 49 ] |
| 27   | St. Regis San Francisco                        |       | 147               | 42     | 2005  | , |
| 28   | 100 Pine Center                                |       | 145               | 33     | 1972  | , |
| 28   | 45 Fremont Center                              |       | 145               | 34     | 1978  | , |
| 30   | 333 Market Street                              |       | 144               | 33     | 1979  | , |
| 31   | 650 California Street                          |       | 142               | 34     | 1964  | , |
| 32   | 140 New Montgomery Street                      |       | 140               | 26     | 1925  | Le plus haut gratte-ciel construit à San Francisco dans les années 1920. |
| 33   | 350 Mission Street                             |       | 139               | 30     | 2015  | [ 61 ] |
| 34   | The Infinity II                                |       | 137               | 41     | 2008  | Achevé en 2009. |
| 35   | 100 First Plaza                                |       | 136               | 27     | 1988  | , |
| 36   | 399 Fremont Street                             |       | 134               | 42     | 2016  | [ 65 ] |
| 37   | One California                                 |       | 133               | 32     | 1969  | , |
| 37   | 140 New Montgomery Street                      |       | 133               | 26     | 1925  | [ 60 ] |
| 37   | San Francisco Marriott                         |       | 133               | 39     | 1989  | , |
| 40   | Russ Building                                  |       | 132               | 32     | 1927  | Le plus haut gratte-ciel construit à San Francisco dans les années 1920, |
| 41   | 340 Fremont Street                             |       | 131               | 40     | 2016  | [ 72 ] |
| 42   | JP MorganChase Building                        |       | 128               | 31     | 2002  | , |
| 42   | The Paramount                                  |       | 128               | 40     | 2002  | Le plus haut immeuble residential de San Francisco, |
| 44   | Providian Financial Building                   |       | 127               | 30     | 1981  | , |
| 45   | Three Embarcadero Center                       |       | 126               | 31     | 1977  | , |
| 45   | Two Embarcadero Center                         |       | 126               | 30     | 1974  | , |
| 47   | 595 Market Street                              |       | 125               | 30     | 1979  | , |
| 48   | 123 Mission Street                             |       | 124               | 29     | 1986  | [ 85 ] |
| 49   | 101 Montgomery                                 |       | 123               | 28     | 1984  | , |
| 49   | Embarcadero West                               |       | 123               | 34     | 1989  | , |
| 51   | Lumina I                                       |       | 122               | 42     | 2015  | [ 90 ] |
| 51   | Jasper                                         |       | 122               | 39     | 2015  | [ 91 ] |
| 53   | California Automobile Association Building     |       | 121               | 29     | 1974  | , |
| 53   | One Maritime Plaza                             |       | 121               | 27     | 1964  | [ 94 ] |
| 55   | The Westin St. Francis Tower                   |       | 120               | 32     | 1972  | [ 95 ] |
| 56   | NeMa North Tower                               |       | 118               | 37     | 2014  | [ 96 ] |
| 57   | Shell Building                                 |       | 115               | 29     | 1929  | [ 97 ] |
| 57   | 535 Mission Street                             |       | 115               | 27     | 2014  | [ 98 ] |
| 57   | 456 Montgomery Street                          |       | 115               | 24     | 1983  | [ 99 ] |
| 60   | 350 Mission Street                             |       | 114               | 27     | 2015  | [ 100 ] |
| 60   | Westin San Francisco -- Market Street          |       | 114               | 34     | 1984  | [ 101 ] |
| 62   | 222 Second Street                              |       | 113               | 26     | 2016  | [ 102 ] |
| 63   | Hilton Financial District                      |       | 111               | 30     | 1971  | [ 103 ] |
| 63   | Steuart Tower                                  |       | 111               | 27     | 1976  | [ 104 ] |
| 63   | 199 Fremont Street                             |       | 111               | 27     | 2000  | [ 105 ] |
| 63   | 425 California Street                          |       | 111               | 27     | 2000  | [ 105 ] |
| 67   | 425 California Street                          |       | 109               | 26     | 1968  | [ 106 ] |
| 68   | Grand Hyatt San Francisco                      |       | 108               | 35     | 1972  | [ 107 ] |
| 68   | Archstone Fox Plaza                            |       | 108               | 29     | 1966  | [ 108 ] |
| 68   | 100 Montgomery                                 |       | 108               | 25     | 1955  | [ 109 ] |
| 68   | 101 Second Street                              |       | 108               | 26     | 1999  | [ 110 ] |
| 72   | 601 California                                 |       | 107               | 22     | 1961  | [ 111 ] |
| 72   | 580 California                                 |       | 107               | 23     | 1987  | [ 112 ] |
| 72   | Renaissance Parc 55 Hotel                      |       | 107               | 32     | 1984  | [ 113 ] |
| 72   | The Infinity I                                 |       | 107               | 37     | 2008  | [ 114 ] |
| 72   | Lumina II                                      |       | 107               | 37     | 2015  | [ 90 ] |
| 77   | Hilton San Francisco & Towers II               |       | 106               | 22     | 1987  | [ 115 ] |
| 78   | 450 Sutter                                     |       | 105               | 26     | 1929  | [ 116 ] |
| 79   | 135 Main Street                                |       | 104               | 22     | 1990  | [ 117 ] |
| 79   | InterContinental San Francisco                 |       | 104               | 32     | 2008  | [ 118 ] |
| 81   | Stevenson Place                                |       | 103               | 28     | 1987  | [ 119 ] |
| 82   | Royal Towers                                   |       | 101               | 24     | 1965  | [ 120 ] |
| 82   | Holiday Inn San Francisco Golden Gateway Hotel |       | 101               | 26     | 1972  | [ 121 ] |
| 82   | BridgeView                                     |       | 101               | 26     | 2002  | [ 122 ] |
| 82   | 55 Second Street                               |       | 101               | 25     | 2002  | [ 123 ] |
| 82   | 150 California                                 |       | 101               | 24     | 2000  | [ 124 ] |
| 87   | 505 Montgomery                                 |       | 100               | 24     | 1988  | [ 125 ] |
| 87   | Bechtel Building                               |       | 100               | 23     | 1967  | [ 126 ] |
| 87   | 225 Bush Street                                |       | 100               | 22     | 1922  | [ 127 ] |

## Liste des bâtiments en construction, approuvés et proposés

### En cours de construction
Cette liste recense les gratte-ciel en construction en 2017 et qui dépasseront les 100 mètres de hauteur.
| Nom                    | Hauteur en mètres | Étages | Année (est.) | Notes   |
| ---------------------- | ----------------- | ------ | ------------ | ------- |
| Salesforce Tower       | 326               | 61     | 2018         | [ 6 ]   |
| Oceanwide Center I     | 278               | 59     | 2020         | [ 128 ] |
| 181 Fremont            | 244               | 54     | 2017         | [ 7 ]   |
| Park Tower at Transbay | 184               | 43     | 2018         | [ 129 ] |
| Transbay Block 8 Tower | 175               | 56     | 2019         | [ 130 ] |
| 706 Mission Street     | 155               | 53     | 2018         | [ 131 ] |
| Transbay Block 9       | 134               | 43     | 2019         |         |
| 41 Tehama Street       | 136               | 35     | 2017         | [ 132 ] |

### Projets approuvés
Cette liste montre les projets d’immeubles dépassant les 100 mètres de hauteur à San Francisco. Leur construction n’a pas encore commencé.
| Nom                          | Hauteur* en mètres | Étages | Année* (est.) | Notes                                                                                                 |
| ---------------------------- | ------------------ | ------ | ------------- | --- |
| Sun Tower                    | 198                | 60     | 2022          | Également appelée Treasure Island Tower, elle devrait être le plus haut immeuble de Treasure Island,. |
| Treasure Island Tower I      |                    |        | ~2022         | |
| Treasure Island Tower II     |                    |        | ~2022         | |
| Treasure Island Tower III    |                    |        | ~2022         | |
| Treasure Island Tower IV     |                    |        | ~2022         | |
| Oceanwide Center II          | 195                | 56     | 2020          | [ 134 ]                                                                                               |
| 5M Project Residential Tower | 143                | 40     |               | [ 135 ]                                                                                               |
| Folsom Bay Tower             | 122                | 40     | 2019          | [ 136 ]                                                                                               |
| 5M Project Office Tower      | 120                | 23     |               | |

*Les cases sans texte indiquent que les informations sur le gratte-ciel sont encore indisponibles à la date de rédaction de cet article.

### Projets proposés mais pas encore acceptés
Le tableau suivant établit la liste des projets de tour dépassant les 100 mètres à San Francisco.
| Nom                                     | Hauteur* en mètres | Étages* | Année* (est.) | Notes |
| --------------------------------------- | ------------------ | ------- | ------------- | --- |
| Transbay Transit Center & Tower         | 366                | 80      | 2013          | Si le projet était construit, il serait le plus haut bâtiment de San Francisco,                                                                                              |
| Renzo Piano Tower I                     | 366                | 101     |               | Ce projet est aussi connu sous le nom de 50 First Street. Si le projet était construit, il serait le plus haut bâtiment de San Francisco. Les travaux sont prévus pour 2009, |
| Renzo Piano Tower II                    | 366                | 101     |               | Si le projet était construit, il serait le plus haut bâtiment de San Francisco. Les travaux sont prévus pour 2009,                                                           |
| Renzo Piano Tower III                   | 274                |         |               | [ 4 ] |
| Renzo Piano Tower IV                    | 274                |         |               | [ 4 ] |
| 181 Fremont Street                      | 274                | 66      |               | , |
| Transbay Project III                    | 260                |         |               | Également connu sous le nom de TJPA Site |
| Sheraton Palace Hotel Residential Tower | 204                | 60      | 2009          | Connu également sous le nom de Two New Montgomery, |
| Harbor Village Resort I                 | 200                | 61      |               | Ce projet est considéré comme abandonné provisoirement |
| Harbor Village Resort II                | 200                | 61      |               | Ce projet est considéré comme abandonné provisoirement |
| Harbor Village Resort III               | 200                | 61      |               | Ce projet est considéré comme abandonné provisoirement |
| Renzo Piano Tower V                     | 183                |         |               | [ 4 ] |
| 41 Tehama                               | 168                | 54      |               | [ 149 ] |
| Transbay Project II                     | 168                |         |               | [ 150 ] |
| Transbay Project IV                     | 168                |         |               | [ 150 ] |
| 509 Howard Street                       | 152                |         |               | Également connu sous le nom de Foundry Square III |
| Transbay Project V                      | 137                |         |               | [ 150 ] |
| 1481 Post Street                        | 124                | 38      | 2010          | Connu également sous le nom de Cathedral Hill Plaza II et Post Street Tower,                                                                                                 |
| Transbay Project VI                     | 122                |         |               | [ 150 ] |

*Les cases sans texte indiquent que les informations sur le gratte-ciel sont encore indisponibles à la date de rédaction de cet article.

## Chronologie des plus hauts bâtiments de San Francisco
Les listes suivantes classent les plus hauts bâtiments de San Francisco, jusqu’à la construction de la Salesforce Tower en 2017.

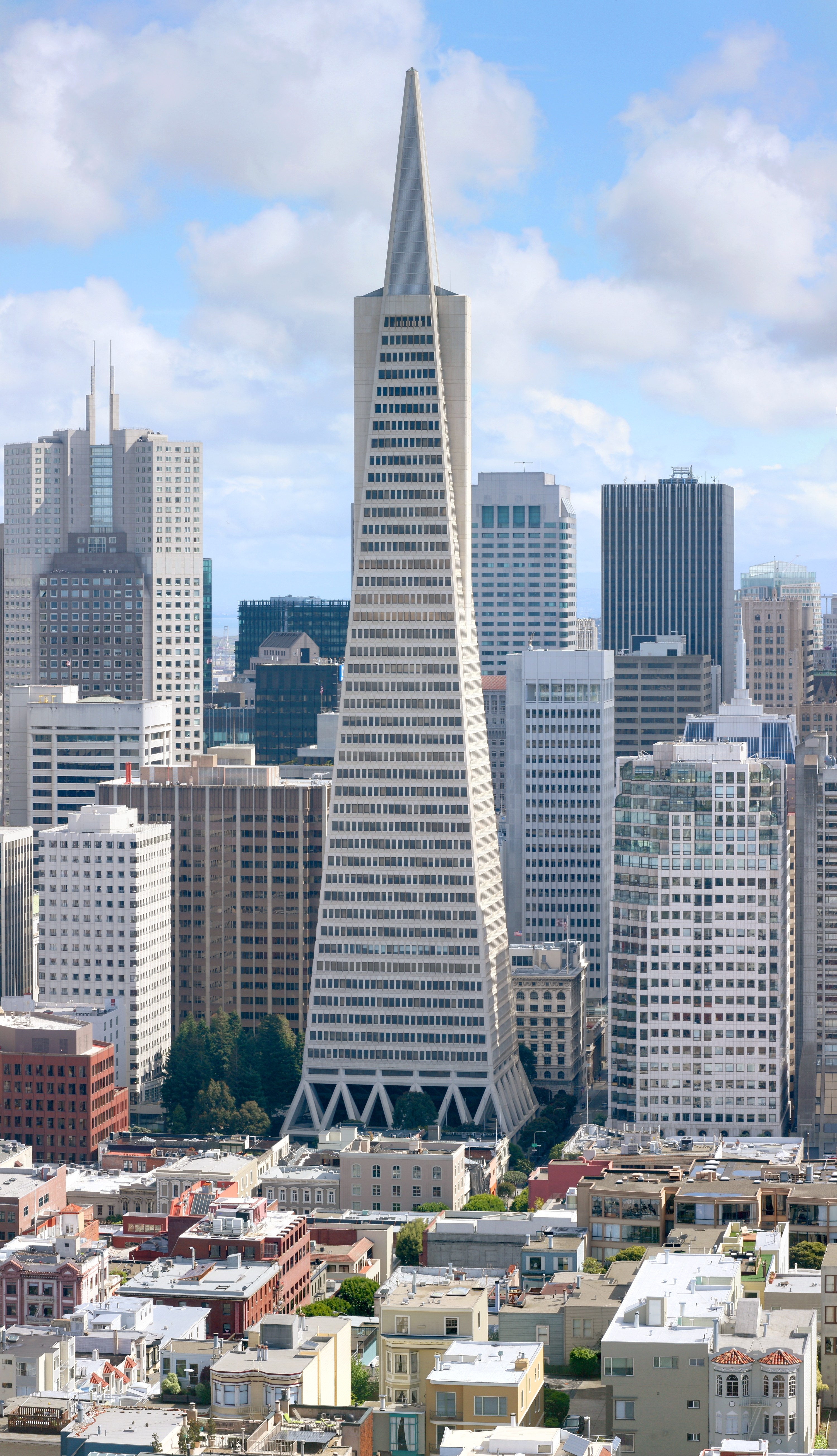
La Transamerica Pyramid fut le plus haut bâtiment de la ville entre 1972 et 2017

| Nom                                    | Adresse                         | Année du record | Hauteur en mètres | Étages | Références |
| -------------------------------------- | ------------------------------- | --------------- | ----------------- | ------ | ---------- |
| Central Tower                          | 703 Market Street               | 1898—1915       | 91                | 21     | [ 154 ]    |
| Hôtel de ville de San Francisco[B]     | 1 Dr. Carlton B. Goodlett Place | 1915—1922       | 94                | 4      | [ 155 ]    |
| Commercial Union Assurance Building[B] | 315 Montgomery Street           | 1921—1922       | 94                | 16     | [ 156 ]    |
| 225 Bush Street                        | 225 Bush Street                 | 1922—1925       | 100               | 22     | [ 157 ]    |
| PacBell Building[C]                    | 140 New Montgomery              | 1925—1965       | 133               | 26     | [ 158 ]    |
| Russ Building[C]                       | 235 Montgomery Street           | 1927—1965       | 133               | 31     | [ 159 ]    |
| Hartford Building[D]                   | 650 California Street           | 1965—1967       | 142               | 33     | [ 160 ]    |
| 44 Montgomery Street                   | 44 Montgomery Street            | 1967—1969       | 172               | 43     | [ 161 ]    |
| Bank of America Center[E]              | 555 California Street           | 1969—1972       | 237               | 52     | [ 162 ]    |
| Transamerica Pyramid                   | 600 Montgomery Street           | 1972—2017       | 260               | 48     | [ 163 ]    |
| Salesforce Tower                       | 415 Mission Street              | 2017—présent    | 326               | 61     | [ 6 ]      |